# فورت کپل
فورت کپل (به انگلیسی: Fort Qu'Appelle) یک منطقهٔ مسکونی در کانادا است که در ساسکاچوان واقع شده‌است. فورت کپل ۵٫۲۸ کیلومتر مربع مساحت و ۱٬۹۱۹ نفر جمعیت دارد.